# Мартин Кукучин
Мартин Кукучин (настоящие имя и фамилия — Матей Бенцур) (словац. Martin Kukučín; 17 мая 1860, Ясенова, Австрийская империя (ныне Жилинского края Словакии) — 25 мая 1928, Пакрац (ныне Хорватия) — словацкий писатель, драматург и публицист. Один из самых ярких представителей словацкого литературного реализма, один из родоначальников современной словацкой прозы.

## Биография
Из крестьян. Сын сельского солтыса. Обучался в евангелистской гимназии в Ревуца, затем в Мартине, Банска-Быстрице, окончил образование в Шопроне. В связи с антисловацкой атмосферой, характерной для того времени, отказался от желания изучать богословие в Братиславе, и решил изучать медицину в Праге.
После окончания учёбы в 1893 году, стажировался в Братиславе, Инсбруке и Вене, затем безуспешно пытался найти работу в Словакии. В 1894 устроился сельским врачом в Далмации на хорватском острове Брач, где стал активным членом общества культуры «Hrvatski Sastanak». В 1904 году — один из его руководителей. В 1896—1897 годах безуспешно пытался вернуться в Словакию.
В 1908 в поисках лучшей жизни выехал в Южную Америку, где вместе с семьей поселился в Пунта-Аренас (Чили) и прожил там до 1922 года. В 1922 году вернулся на родину и до 1924 жил снова в Словакии (в то время в составе Чехословакии), затем переехал в Хорватию. В 1925 вновь ненадолго посетил Чили.
В 1926 году в связи с болезнью жены окончательно поселился в Хорватии в курортном городе Липик, где и умер в больнице соседнего г. Пакрац в 1928 году. Первоначально был похоронен в Загребе, а в октябре 1928 года прах писателя был перенесен и захоронен на Народном кладбище в городе Мартине.

## Творчество
Дебют литературного творчества состоялся в 1883 году с опубликованного рассказа «Na hradskej ceste». На начальном этапе М. Кукучин писал, главным образом, рассказы и повести, в которых описывал свою юность, первую работу. В своих произведениях, написанных в гротескно-юмористической манере, почти с фотографической точностью изображал картины сельской жизни и крестьянской ментальности. С 1918 года в его творчестве отмечается поворот к трагикомическим, порой ностальгическим и экзистенциальным мотивам, тревога за судьбу своего народа и всего человечества.
Для работ М. Кукучинa характерна вера в человека, хотя автор часто посмеивается над своими литературными героями, критикует социальные условия, однако, по-прежнему, верит в возможности своих персонажей.
Рассказы М. Кукучинa из жизни словацкой деревни, в частности, роман «Дом на обрыве» (1903—1904) заложили фундамент критического реализма в словацкой прозе.
М. Кукучин — автор пятитомной эпопеи-хроники «Мать зовёт» (1926—1927) о трудной жизни эмигрантов-славян в Южной Америке, а также исторических романов «Лукаш Благосей Красонь» и «Богумил Вализлость Забор» (оба опубликованы посмертно, 1929).
Его литературное наследие вышло за рамки национальной литературы и было переведено на несколько языков. Некоторые работы автора были поставлены на сцене, по ним сняты фильмы.
Переводил на словацкий язык произведения Н. В. Гоголя.

## Избранные произведения
Проза
| - 1883 — Na hradskej ceste, рассказ - 1885 — Rysavá jalovica, рассказ - 1886 — Neprebudený, рассказ - 1889 — Mladé letá, новелла - 1890 — Keď báčik z Chochoľova umrie, рассказ - 1891 — Na podkonickom bále - 1891 — Regrúti | - 1892 — Koniec a začiatok - 1892 — Mišo, рассказ - 1892 — Dve cesty - 1893 — Dies irae, новелла - 1893 — Zo stupňa na stupeň - 1894 — Zápisky zo smutného domu - 1901 — Mišo II | - 1903/1904 — Dom v stráni, Роман - 1926/1927 — Mať volá, Роман - 1927 — Košútky, Роман - 1927 — Klbká, Роман - 1927 — Rozmajrínový mládnik - 1929 — Lukáš Blahosej Krasoň, Роман - 1929 — Bohumil Valizlosť Zábor, Роман |

Книги-путешествий
- 1897 — V Dalmácii a na Čiernej hore
- 1901 — Rijeka — Rohić — Záhreb
- 1922 — Prechádzka po Patagónii
- 1923 — Dojmy z Francúzska

Драматургия
- 1888 — Komasácia
- 1922 — Bacúchovie dvor
- 1924 — Obeta